# Wasserstraßen- und Schifffahrtsamt Saarbrücken
Das Wasserstraßen- und Schifffahrtsamt Saarbrücken (WSA Saarbrücken) war ein Wasserstraßen- und Schifffahrtsamt in Deutschland. Es gehörte zum Dienstbereich der Generaldirektion Wasserstraßen und Schifffahrt, vormals Wasser- und Schifffahrtsdirektion Südwest.
Durch die Zusammenlegung der Wasserstraßen- und Schifffahrtsämter Saarbrücken, Trier und Koblenz ging es am 13. Juni 2019 im neuen Wasserstraßen- und Schifffahrtsamt Mosel-Saar-Lahn auf.

## Zuständigkeit

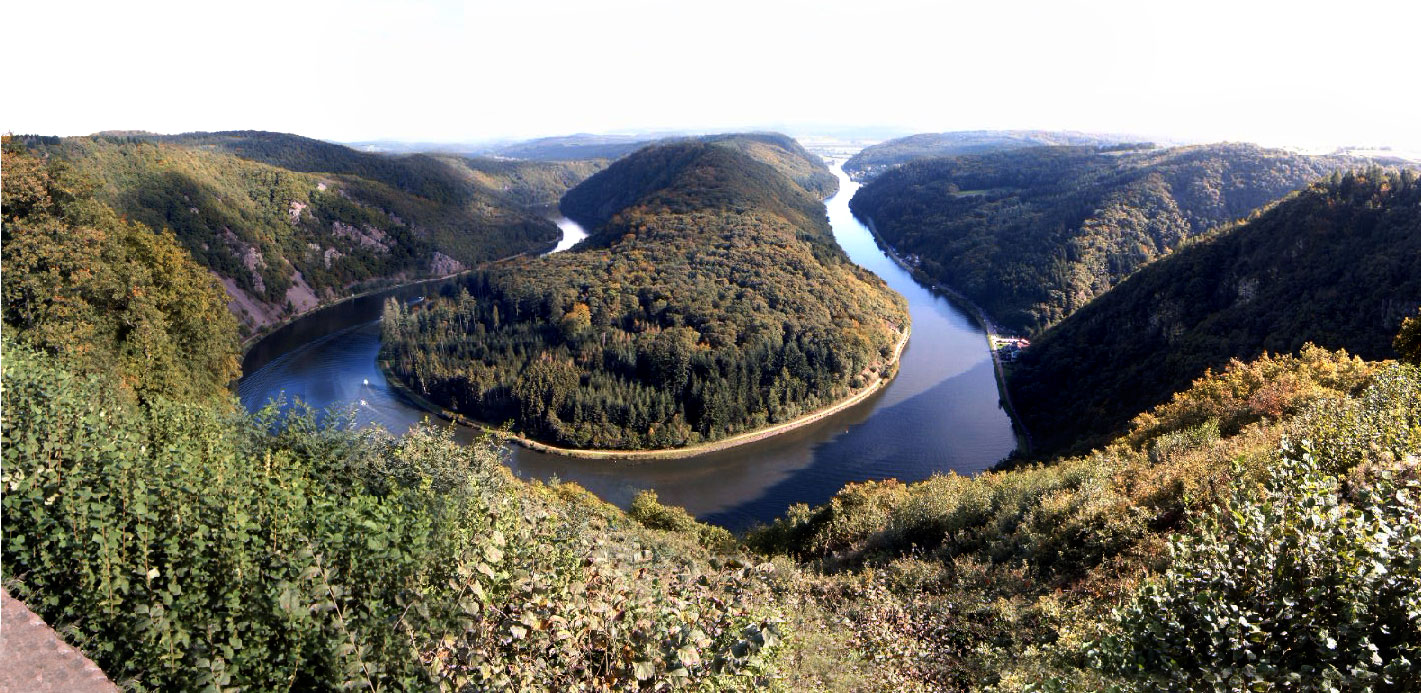
Saarschleife bei Mettlach

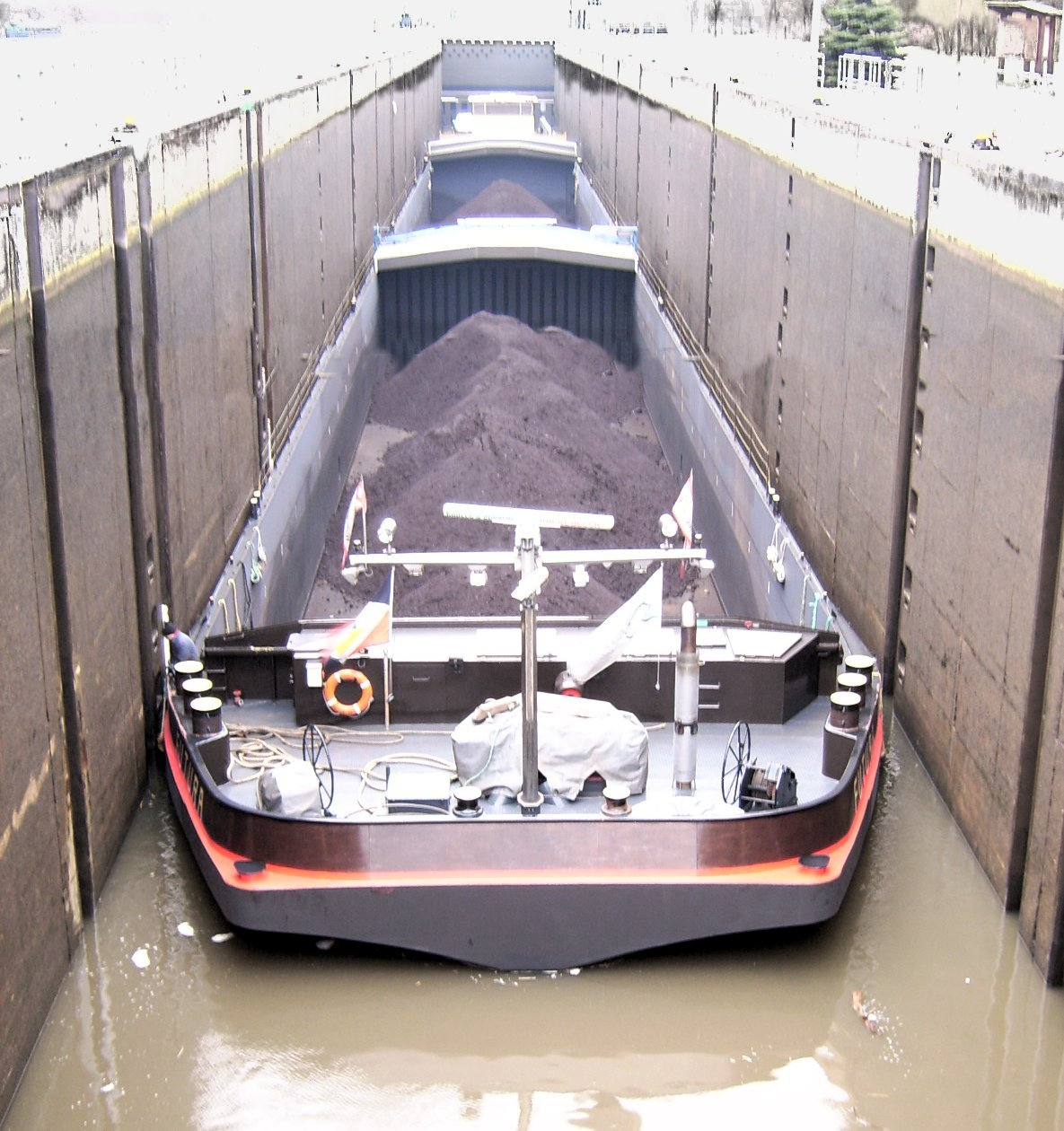
Große Schleusenkammer der Staustufe Rehlingen

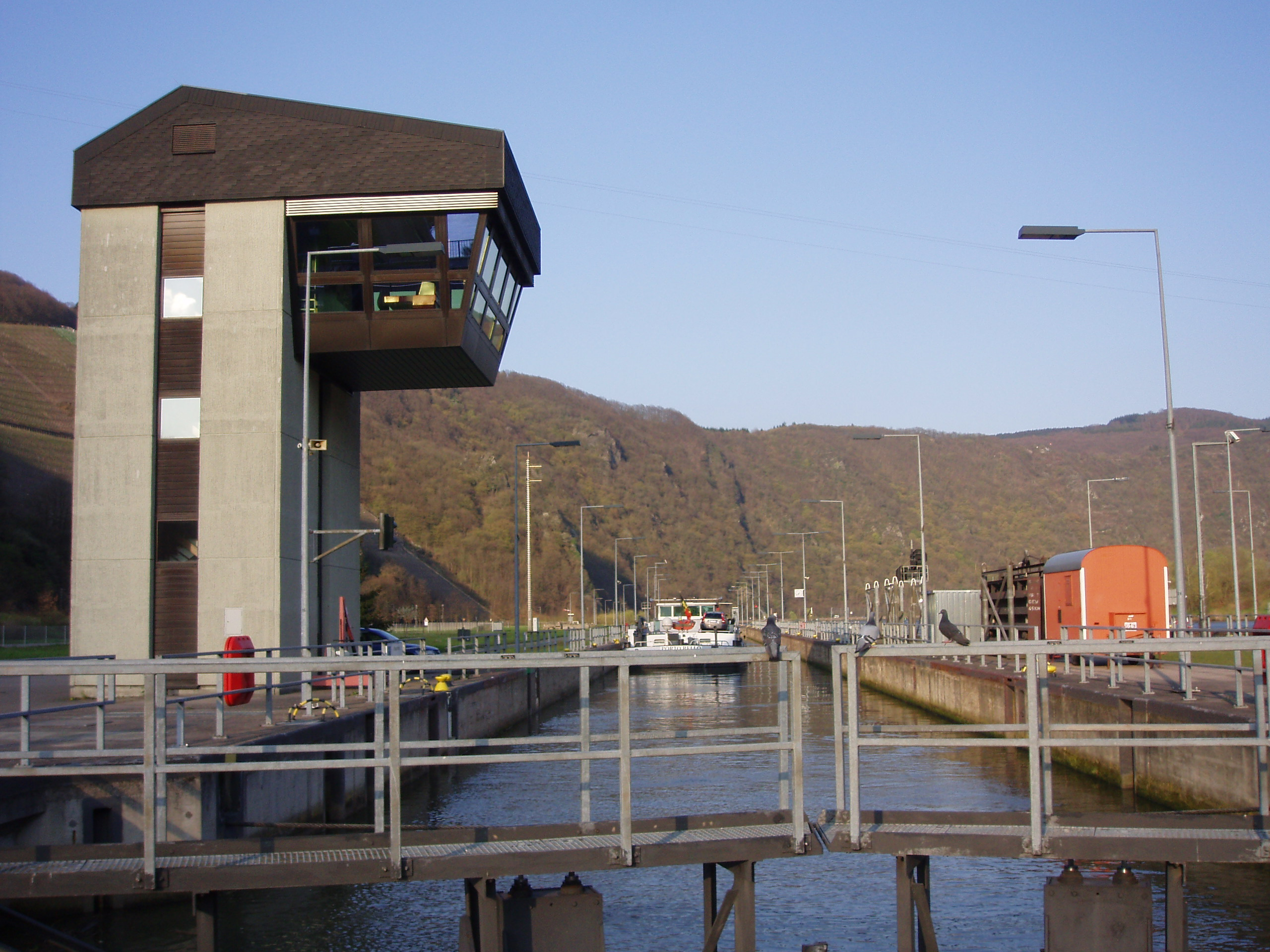
Staustufe Serrig

Das Wasserstraßen- und Schifffahrtsamt Saarbrücken war zuständig für den schiffbaren Teil der Saar von Saargemünd bis zur Mündung in die Mosel in Konz.

## Aufgaben
Zu den Aufgaben des Wasserstraßen- und Schifffahrtsamtes Saar gehörten:
- Unterhaltung der Bundeswasserstraßen im Amtsbereich
- Betrieb und Unterhaltung baulicher Anlagen, z. B. Schleusen, Wehre und Brücken
- Aus- und Neubau
- Unterhaltung und Betrieb der Schifffahrtszeichen
- Messung von Wasserständen
- Übernahme strom- und schifffahrtspolizeilicher Aufgaben.

## Außenbezirke
Zum Wasserstraßen- und Schifffahrtsamt Saarbrücken gehörten die Außenbezirke in Saarburg, Dillingen und Saarbrücken. Es hatte keinen eigenen Bauhof. Wartung und Instandsetzung an Schiffen und Anlagen des Wasserstraßen- und Schifffahrtsamtes wurden vom Bauhof des WSA Trier mit wahrgenommen.

## Kleinfahrzeugkennzeichen
Den Kleinfahrzeugen im Bereich des Wasserstraßen- und Schifffahrtsamtes Saarbrücken wurden Kleinfahrzeugkennzeichen mit der Kennung SB zugewiesen.
Koordinaten: 49° 13′ 29″ N, 7° 0′ 48″ O